# Llista de peixos del mar dels Txuktxis
Aquesta llista de peixos del mar dels Txuktxis -incompleta- inclou 79 espècies de peixos que es poden trobar a la mar dels Txuktxis ordenades per l'ordre alfabètic de llur nom científic.

## A
- Acantholumpenus mackayi
- Ammodytes hexapterus
- Anarrhichthys ocellatus
- Anisarchus medius
- Arctogadus glacialis
- Artediellus scaber
- Aspidophoroides monopterygius
- Aspidophoroides olrikii
- Atheresthes stomias

## B
- Bathymaster signatus
- Boreogadus saida

## C

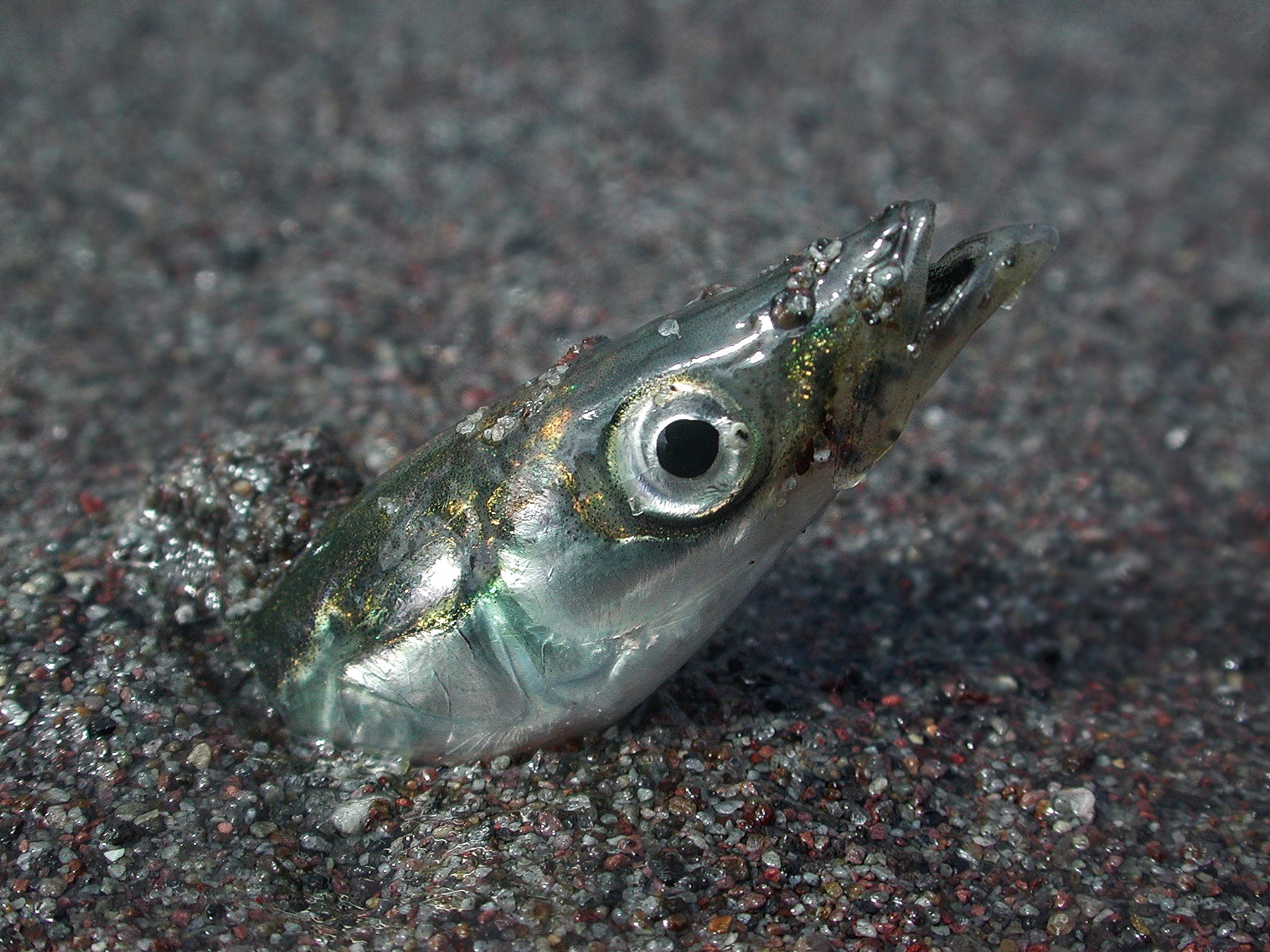
Ammodytes hexapterus

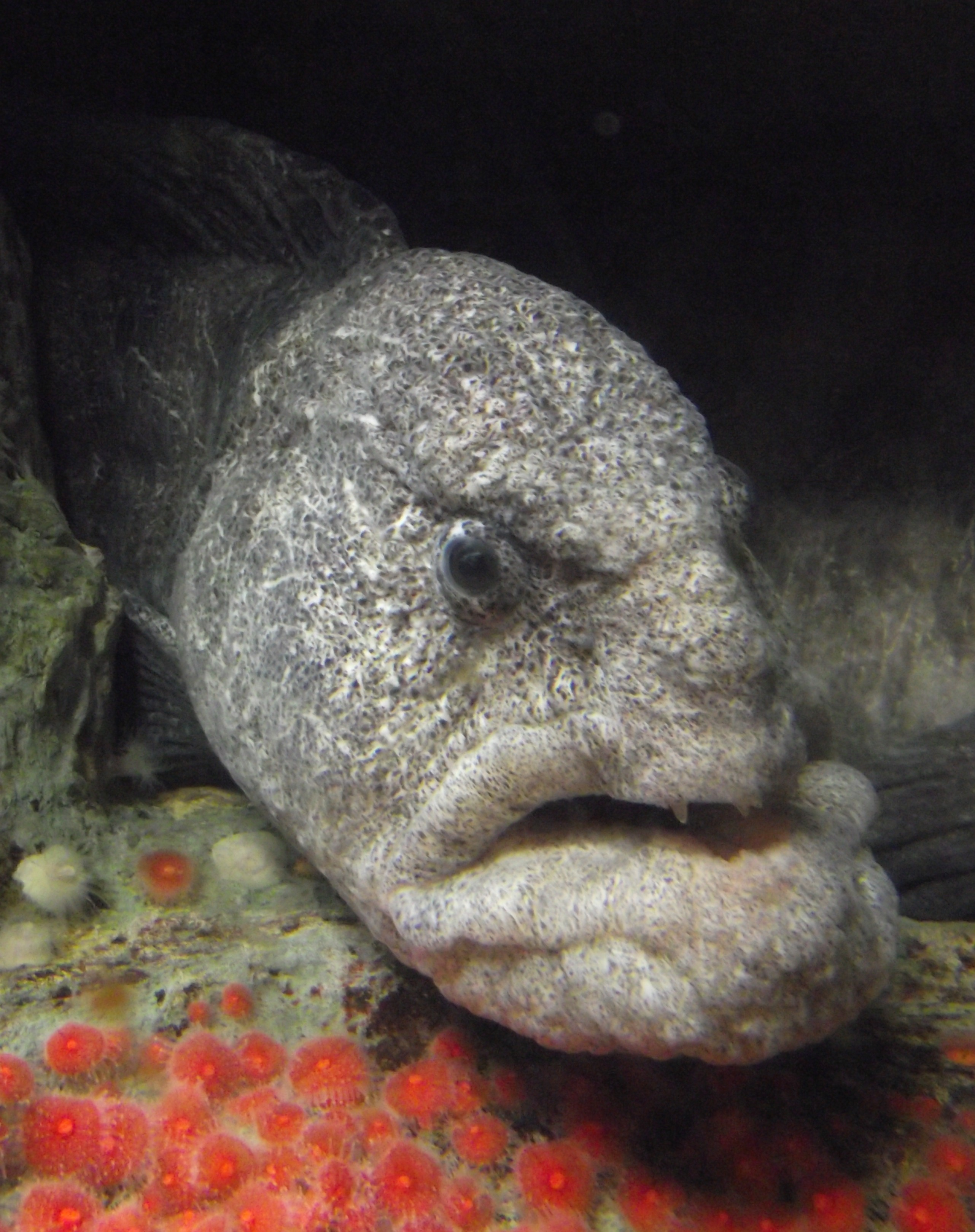
Anarrhichthys ocellatus

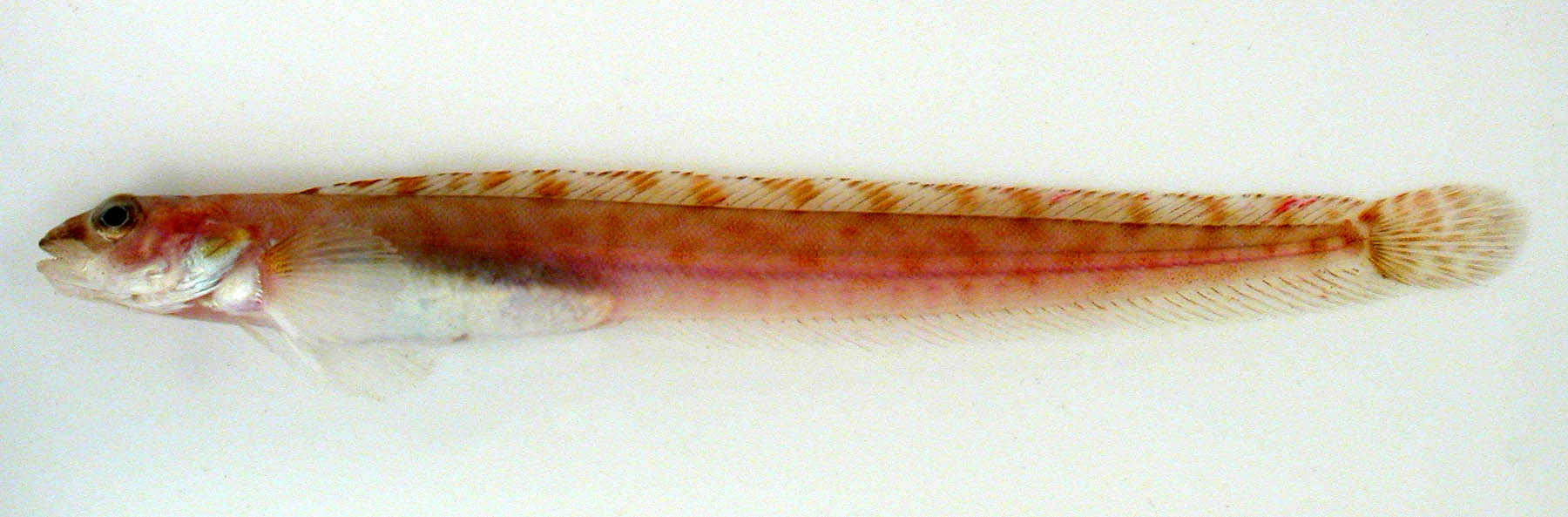
Anisarchus medius

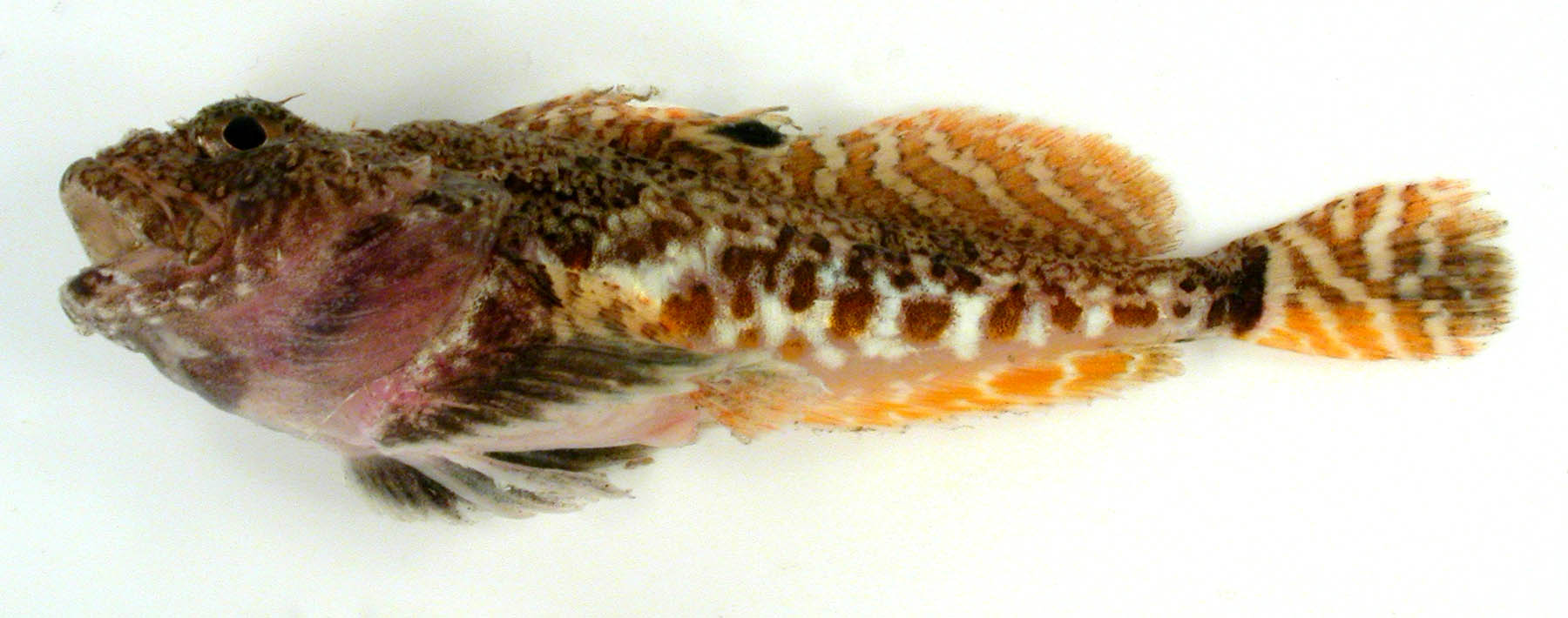
Artediellus scaber

- Clupea pallasii pallasii
- Coregonus autumnalis
- Coregonus laurettae
- Coregonus nasus
- Coregonus pidschian
- Coregonus sardinella

## E

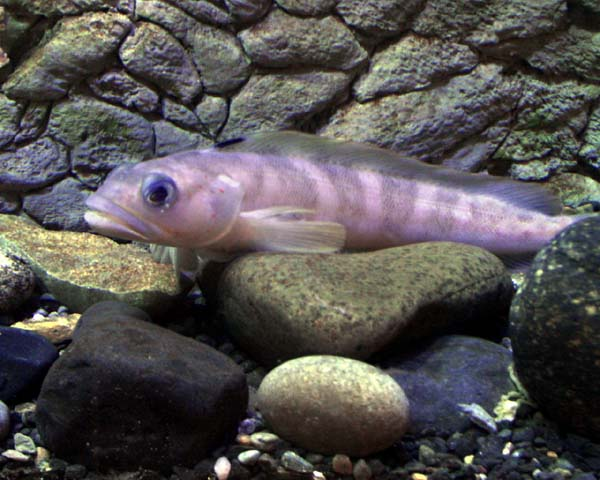
Bathymaster signatus

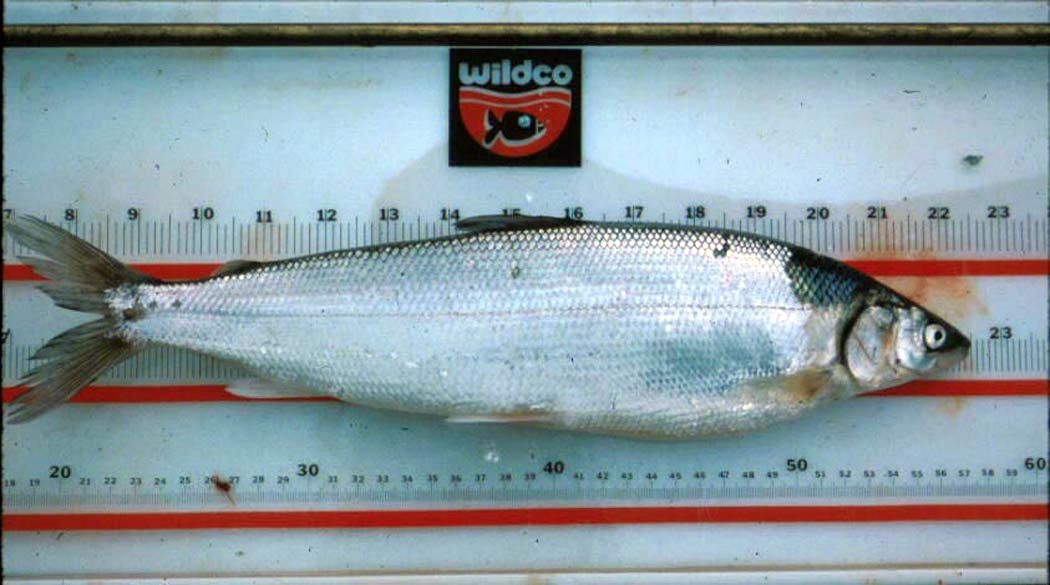
Coregonus autumnalis

- Eleginus gracilis
- Eumesogrammus praecisus
- Eumicrotremus andriashevi
- Eumicrotremus derjugini
- Eumicrotremus orbis

## G
- Gadus ogac
- Gymnocanthus pistilliger
- Gymnocanthus tricuspis

## H
- Hemilepidotus papilio
- Hemilepidotus zapus
- Hexagrammos stelleri
- Hippoglossoides robustus
- Hippoglossus stenolepis

## I

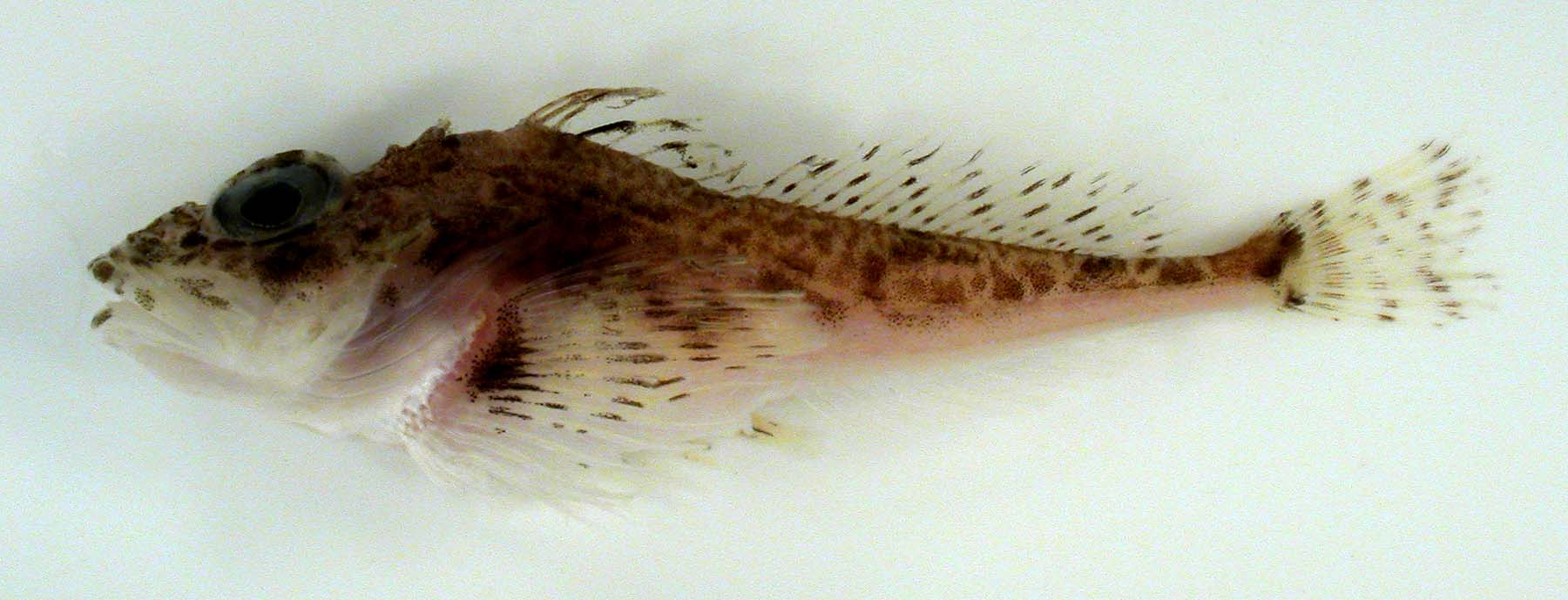
Icelus spatula

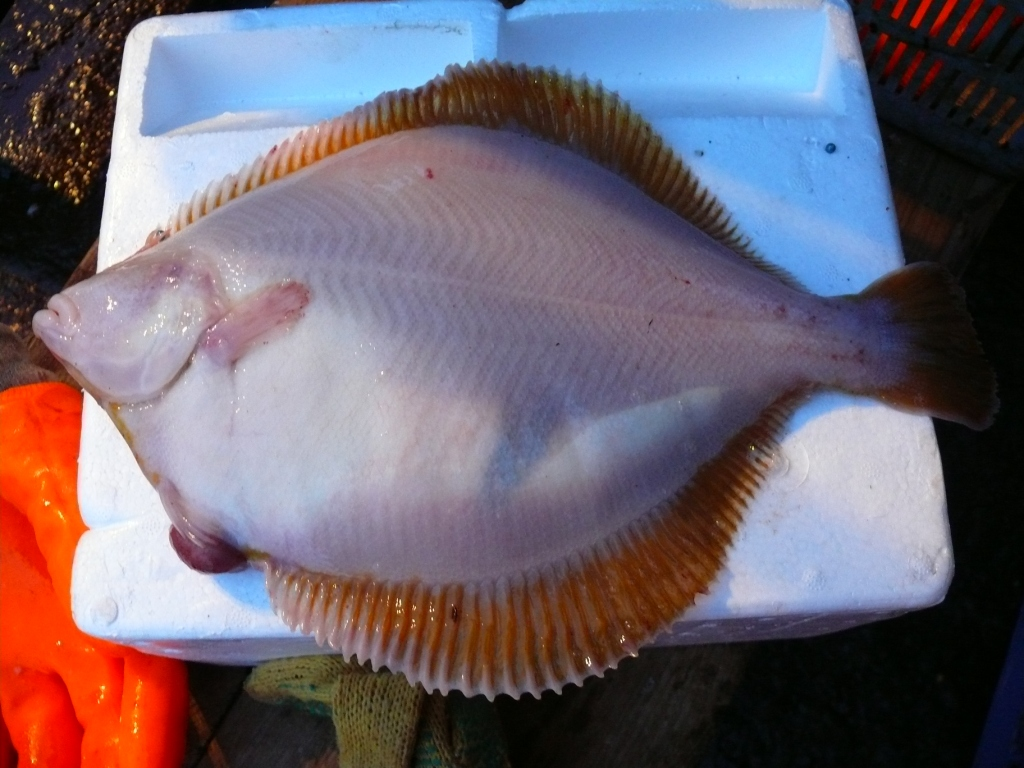
Limanda aspera

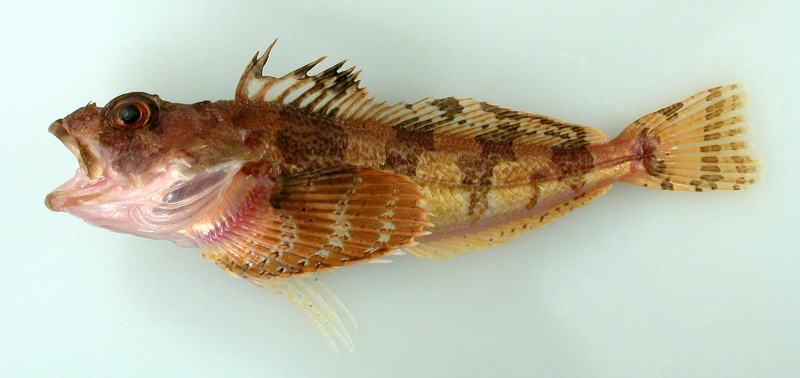
Hemilepidotus papilio

- Icelus bicornis
- Icelus spatula

## L

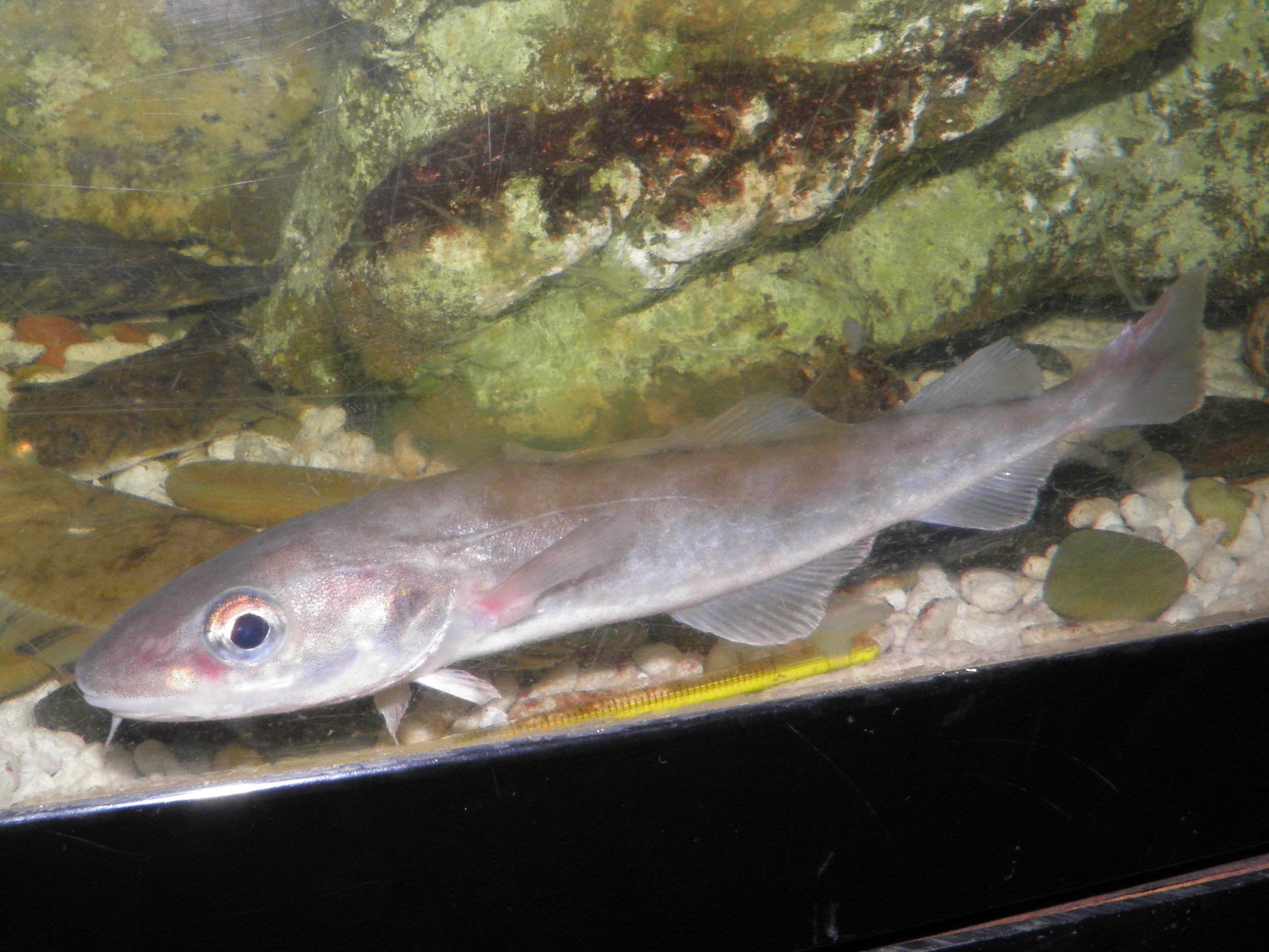
Eleginus gracilis

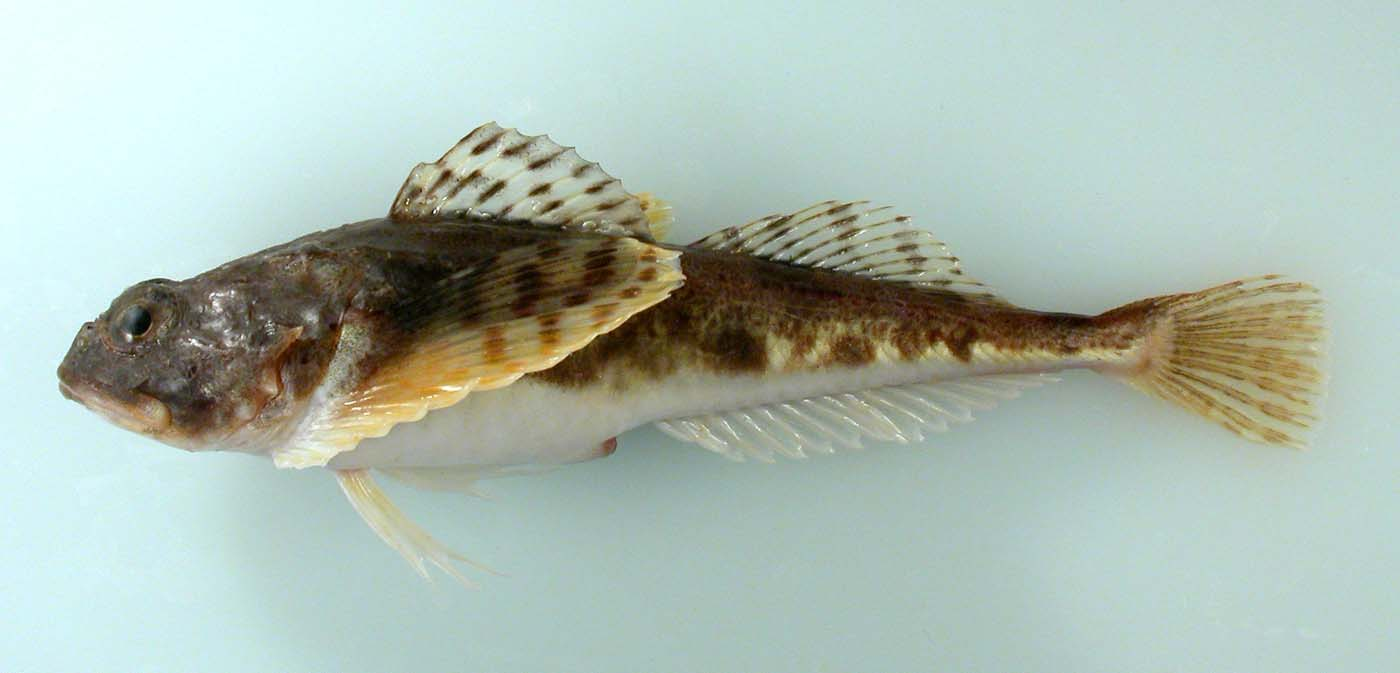
Gymnocanthus tricuspis

- Leptoclinus maculatus
- Lethenteron camtschaticum
- Limanda aspera
- Limanda proboscidea
- Liopsetta glacialis
- Liparis bristolensis
- Liparis gibbus
- Lumpenus fabricii
- Lycodes eudipleurostictus
- Lycodes jugoricus
- Lycodes mucosus
- Lycodes palearis
- Lycodes pallidus
- Lycodes polaris
- Lycodes raridens
- Lycodes rossi
- Lycodes sagittarius
- Lycodes seminudus
- Lycodes turneri

## M
- Mallotus villosus
- Megalocottus platycephalus
- Myoxocephalus jaok
- Myoxocephalus quadricornis
- Myoxocephalus scorpioides
- Myoxocephalus scorpius
- Myoxocephalus stelleri

## O
- Occella dodecaedron
- Oncorhynchus gorbuscha
- Oncorhynchus keta
- Oncorhynchus kisutch
- Oncorhynchus mykiss
- Oncorhynchus nerka
- Oncorhynchus tshawytscha
- Osmerus dentex

## P
- Platichthys stellatus
- Pleuronectes quadrituberculatus
- Podothecus accipenserinus
- Pungitius pungitius

## R
- Reinhardtius hippoglossoides

## S
- Salvelinus alpinus
- Salvelinus malma
- Somniosus microcephalus
- Somniosus pacificus
- Stichaeus punctatus punctatus

## T
- Theragra chalcogramma
- Triglops pingelii[1]